# Palais Sorgenfri
Le palais de Sorgenfri est une résidence royale danoise située à Lyngby-Taarbæk, au Danemark. Sorgenfri signifie "Sans souci", une appellation donnée en Europe à divers châteaux et palais princiers au XVIIIe siècle.

## Histoire
Au milieu du XVIIe siècle, le comte Carl Ahlefeldt transforme un moulin à eau en une première résidence avec le concours de l'architecte wallon François Dieussart. Puis au début du XVIIIe siècle, il fait agrandir ce premier édifice, entre 1705 et 1706, par l'architecte Lauritz de Thurah en véritable palais. En 1730, ce palais devient résidence royale. Depuis le roi Frédéric V de Danemark, le palais reste entre les mains de la famille royale du Danemark.
Entre 1791 et 1794, le prince Frédéric de Danemark, frère du roi Christian VII, fait appel à l'architecte et peintre Nicolai Abraham Abildgaard pour rénover le palais. Il fait remodeler la façade en un style néo-classique et baroque fait ajouter une coupole au sommet du palais. Par la suite, le roi du Danemark Christian X et son épouse, la reine Alexandrine de Mecklembourg-Schwerin, en font leur résidence d'été.
Le prince Knud et la princesse Caroline-Mathilde y habitent jusqu’à leur mort, respectivement en 1976 et en 1995. La Couronne permet ensuite à leurs enfants de continuer à y résider.
Seule une partie du parc du château de Sorgenfri est ouverte au public. Les jardins du parc sont longés par la rivière Mølleåen.

## Galerie photo

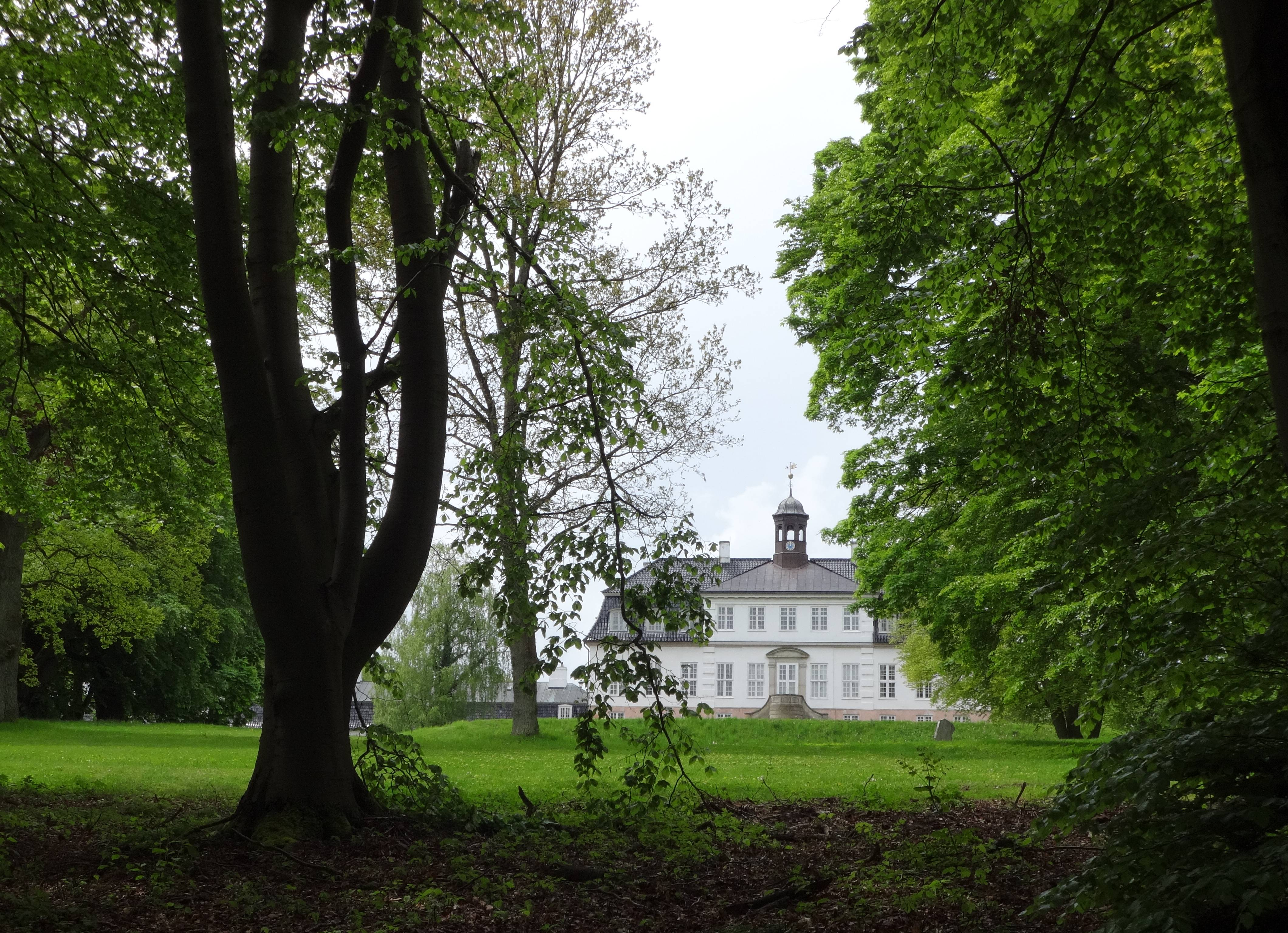
Le parc du palais Sorgenfri.
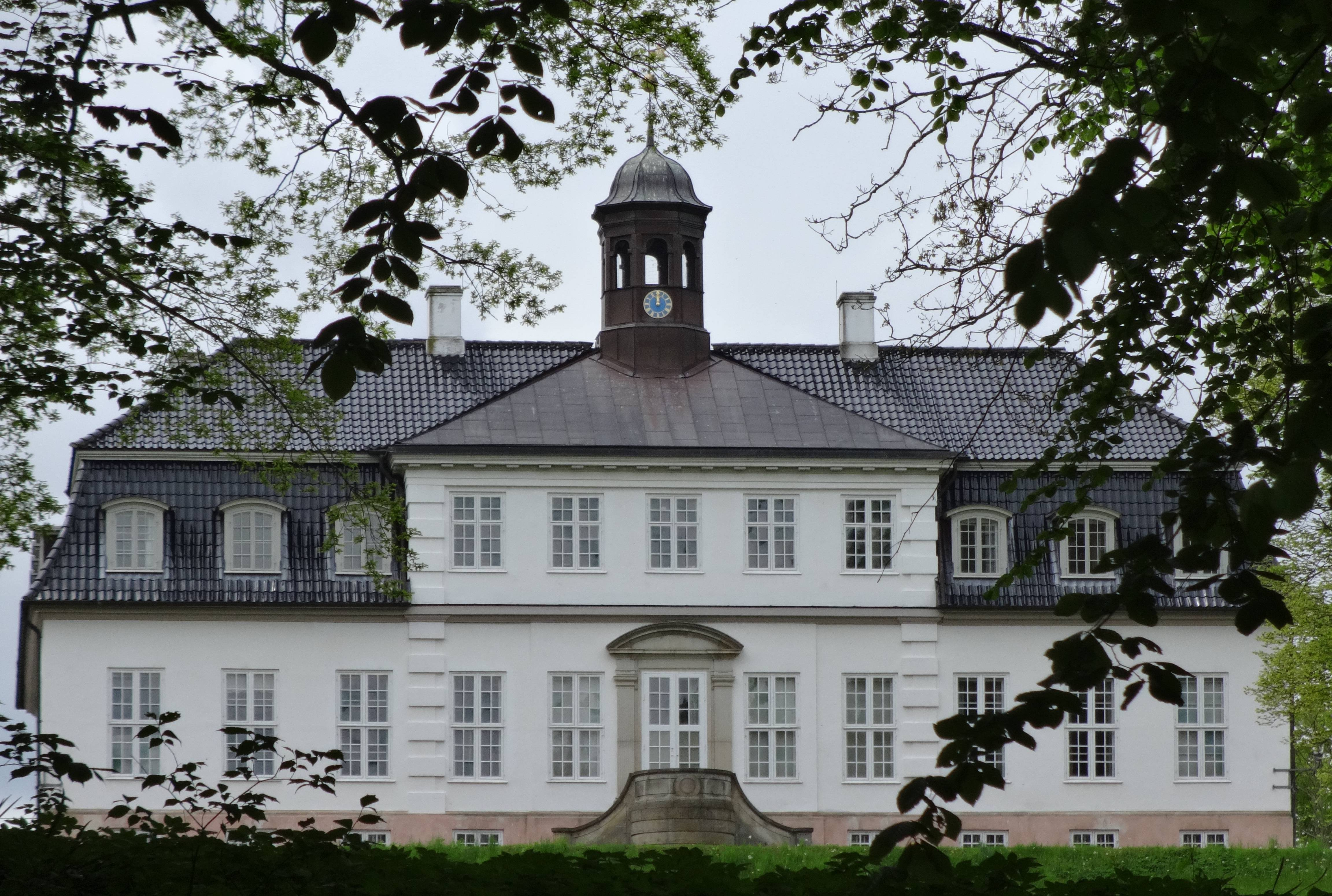
Façade du palais vue depuis le parc.